# Mỹ Quí, Đồng Tháp
Mỹ Quí (còn được viết là Mỹ Quý) là một xã thuộc tỉnh Đồng Tháp, Việt Nam.

## Địa lý
Xã Mỹ Quí có vị trí địa lý:
- Phía bắc giáp xã Trường Xuân.
- Phía nam giáp các xã Mỹ Thọ, Bình Hàng Trung và Thanh Mỹ.
- Phía đông giáp xã Tháp Mười.
- Phía tây giáp xã Ba Sao.

Xã có diện tích 119,88 km², dân số năm 2025 là 36.223 người, mật độ dân số đạt 302 người/km².

## Lịch sử
Quyết định số 382-CP ngày 27 tháng 12 năm 1980 của Hội đồng Chính phủ, chia xã Mỹ Quí thành hai xã lấy tên là xã Mỹ Quí và xã Mỹ Đông.
Quyết định số 4-CP ngày 05 tháng 01 năm 1981 của Hội đồng Chính phủ, chia huyện Cao Lãnh thành hai huyện lấy tên là huyện Cao Lãnh và huyện Tháp Mười, xã Mỹ Quí thuộc huyện Tháp Mười, tỉnh Đồng Tháp.
Ngày 16 tháng 6 năm 2025, Ủy ban Thường vụ Quốc hội ban hành Nghị quyết số 1663/NQ-UBTVQH15 về việc sắp xếp các đơn vị hành chính cấp xã của tỉnh Đồng Tháp năm 2025. Theo đó, sắp xếp toàn bộ diện tích tự nhiên, quy mô dân số của các xã Láng Biển, Mỹ Đông và Mỹ Quí thành xã mới có tên gọi là xã Mỹ Quí.
Sau khi sáp nhập, xã Mỹ Quí có 119,88 km² diện tích tự nhiên và dân số 36.223 người.

## Trại Thực nghiệm nông lâm nghiệp Động Cát
Trại Thực nghiệm nông lâm nghiệp Động Cát hay Nông trường Quân đội Động Cát là khu vực nằm ở phần bắc xã Mỹ Quí, rộng 700 ha, đất chủ yếu thuộc nhóm đất cát, rừng chủ yếu là tràm, với diện tích hơn 680 ha. Phân loại rừng của khu vực Động Cát này là rừng sản xuất.
Khu vực này cũng được xác định có di chỉ văn hóa Phù Nam.
Vào những năm 1860, trong cuộc khởi nghĩa chống Pháp của Võ Duy Dương, khu vực này từng là một trong những căn cứ của quân khởi nghĩa.